# Fulminato di potassio
Il fulminato di potassio è il sale di potassio dell'acido fulminico. Ha formula bruta KCNO.
È un esplosivo primario e il suo unico utilizzo pratico è come esplosivo nelle capsule a percussione di alcuni fucili antichi.
È molto meno instabile del più utilizzato fulminato di mercurio, perché tra il potassio e il carbonio si instaura un legame ionico, mentre tra carbonio e mercurio se ne instaura uno covalente polare (che è meno forte dello ionico).
Il metodo più comune per preparare il fulminato di potassio è tramite la reazione tra il fulminato di mercurio e un amalgama di potassio.